# Tiroler Volkskunstmuseum

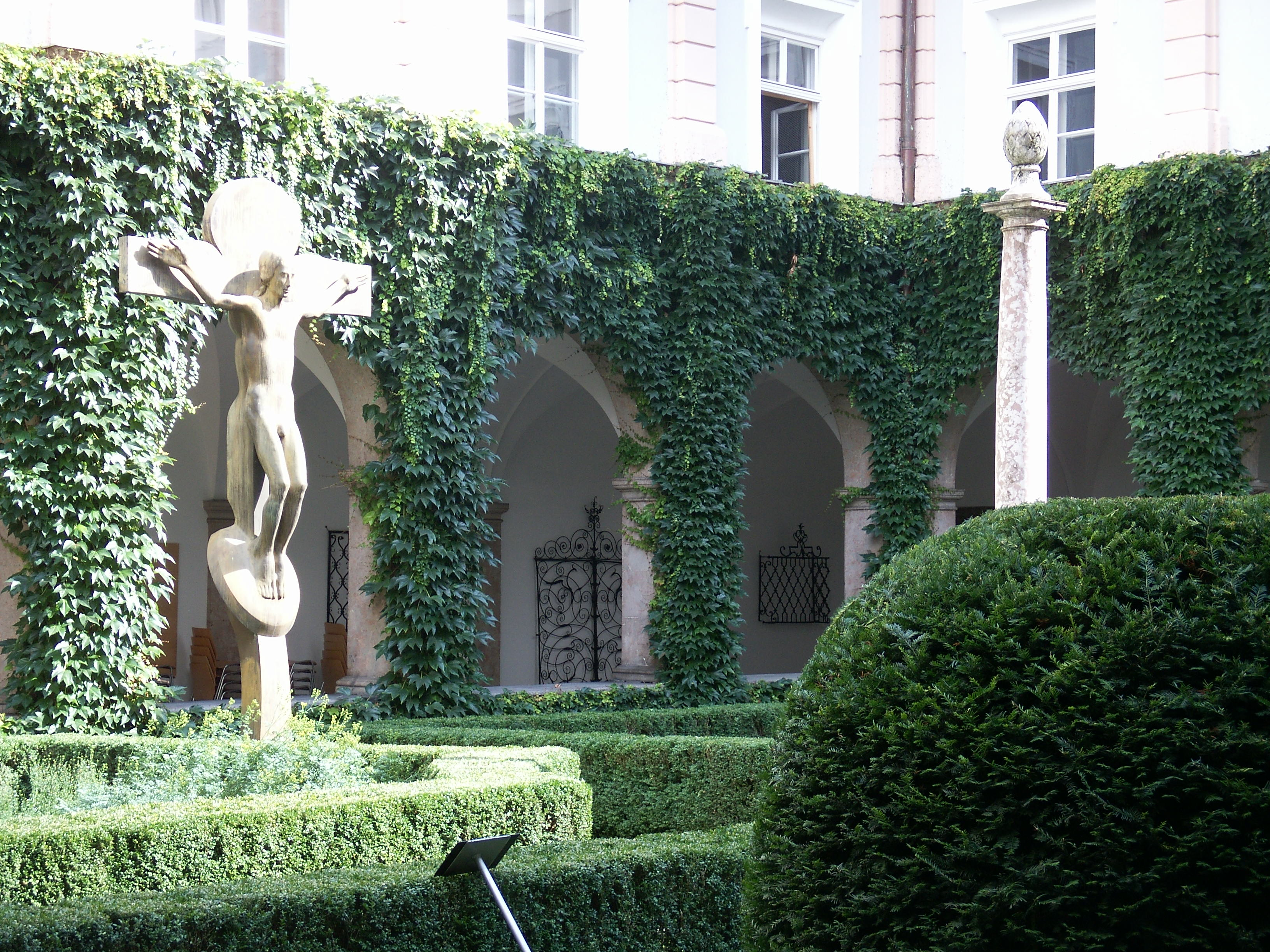
Kreuzgang

Das Tiroler Volkskunstmuseum befindet sich im ehemaligen Franziskanerkloster neben der Innsbrucker Hofkirche, in unmittelbarer Nähe der Altstadt. Es ist eines der fünf Häuser der Tiroler Landesmuseen.

## Geschichte
1888 beschloss der Tiroler Gewerbeverein, in Innsbruck ein „Tiroler Gewerbemuseum“ zu errichten: Eine Vorbildsammlung, um dem durch die Industrialisierung bedrohten Tiroler Handwerk Anregungen und Orientierungshilfen zu geben, sollte geschaffen werden. Dementsprechend galt die ursprüngliche Sammeltätigkeit vor allem zeitgenössischen Erzeugnissen von handwerklich hoher Qualität.
Bald erweiterte man die Sammlungen um „Gegenstände alttirolischen Kunstgewerbes“ sowie um „Erzeugnisse tirolischen Hausfleißes“. 1903 wurde das Museum gegründet, das in den Besitz der Handels- und Gewerbekammer überging, und 1907 auf Beschluss der Kammer in Tirolisches Museum für Volkskunst und Gewerbe umbenannt wurde. Nach langer Standortsuche übersiedelte man in das ehemalige Franziskanerkloster. 1926 übernahm das Land Tirol die Sammlungen mit der Auflage, ein öffentliches Museum zu errichten. Dieses wurde 1929 von Bundespräsident Wilhelm Miklas eröffnet.
Von 1929 bis zu seiner Amtsenthebung aus politischen Gründen am 16. März 1938 war Josef Ringler Direktor des Tiroler Volkskunstmuseums. In der Folge wurde Gertrud Pesendorfer geschäftsführende Museumsleiterin. Von 1945 bis 1959 war Ringler wieder Direktor des Museum, ihm folgte bis zu seinem Tod 1979 Franz Colleselli. Von 1980 bis 2003 war Hans Gschnitzer Leiter des Tiroler Volkskunstmuseums. 2004 bis 2014 leitete das Museum Herlinde Menardi.
2007 wurde das Tiroler Volkskunstmuseum gemeinsam mit dem Tiroler Landesmuseum Ferdinandeum in die Tiroler Landesmuseen-Betriebsgesellschaft m.b.H. eingegliedert. Die Gesellschaft wurde bis 2019 von Wolfgang Meighörner geführt, der zugleich Direktor des Tiroler Landesmuseums Ferdinandeum war. Ab Anfang 2008 wurde die Sammlung neu konzipiert und das Haus entsprechend umgebaut. Zum 80-jährigen Jubiläum des Museums wurde es am 18. Mai 2009 wiedereröffnet.
2015 bis 2022 und wieder seit 2024 leitet das Museum Karl C. Berger, der 2022 nach dem Ausscheiden Peter Assmanns auch die interimistische Geschäftsführung der Tiroler Landesmuseen übernahm. 2022 bis 2023 leitete Michael Span das Museum.

## Leitung
- 1928–1938, 1945–1959: Josef Ringler
- 1939–1945: Gertrud Pesendorfer
- 1959–1979: Franz Colleselli
- 1980–2003: Hans Gschnitzer
- 2004–2014: Herlinde Menardi
- 2015–2022: Karl C. Berger
- 2022–2023: Michael Span
- seit 2024: Karl C. Berger

## Sammlungen

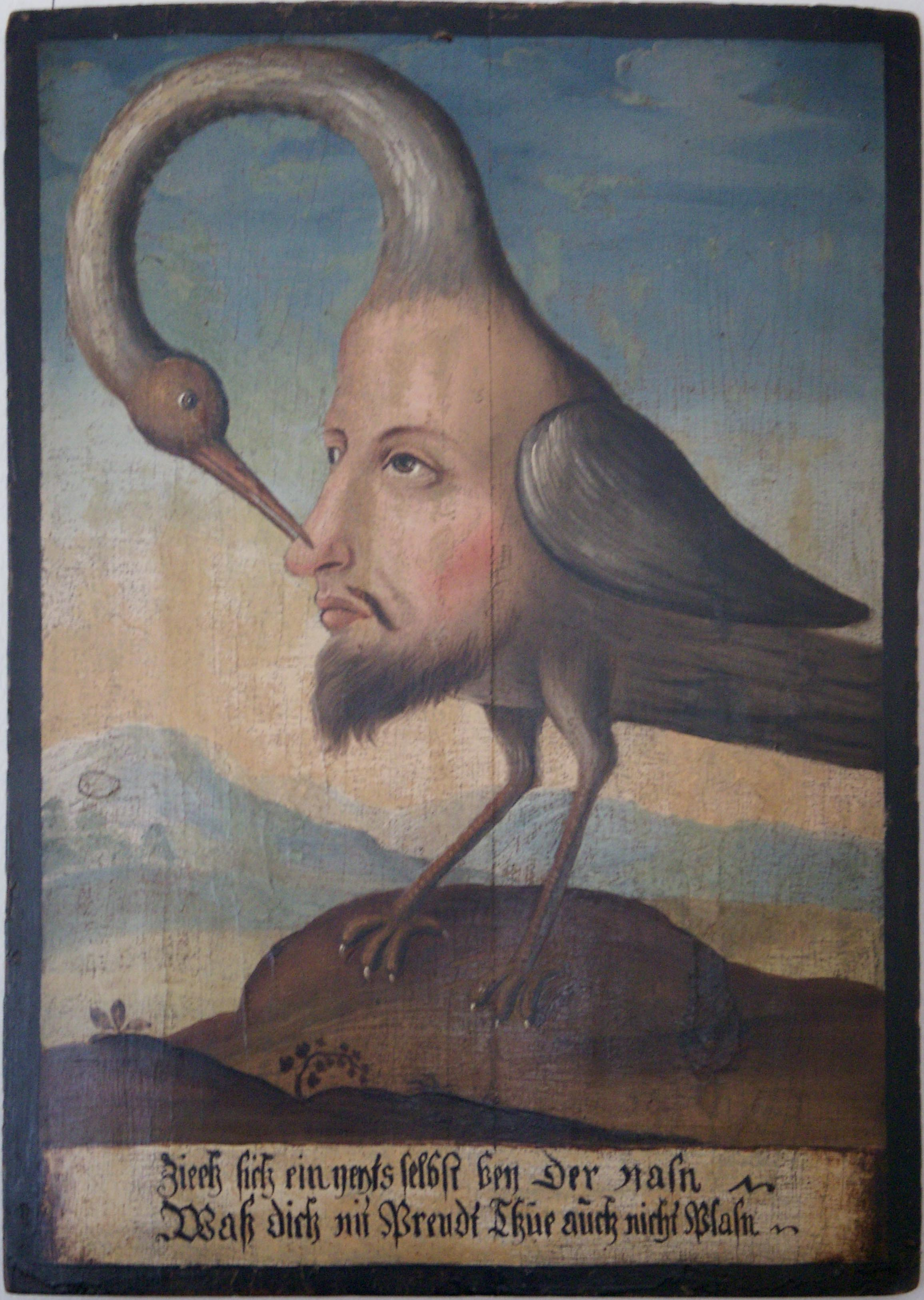
„Vogel Selbsterkenntnis“, ca. Ende 17. Jh.

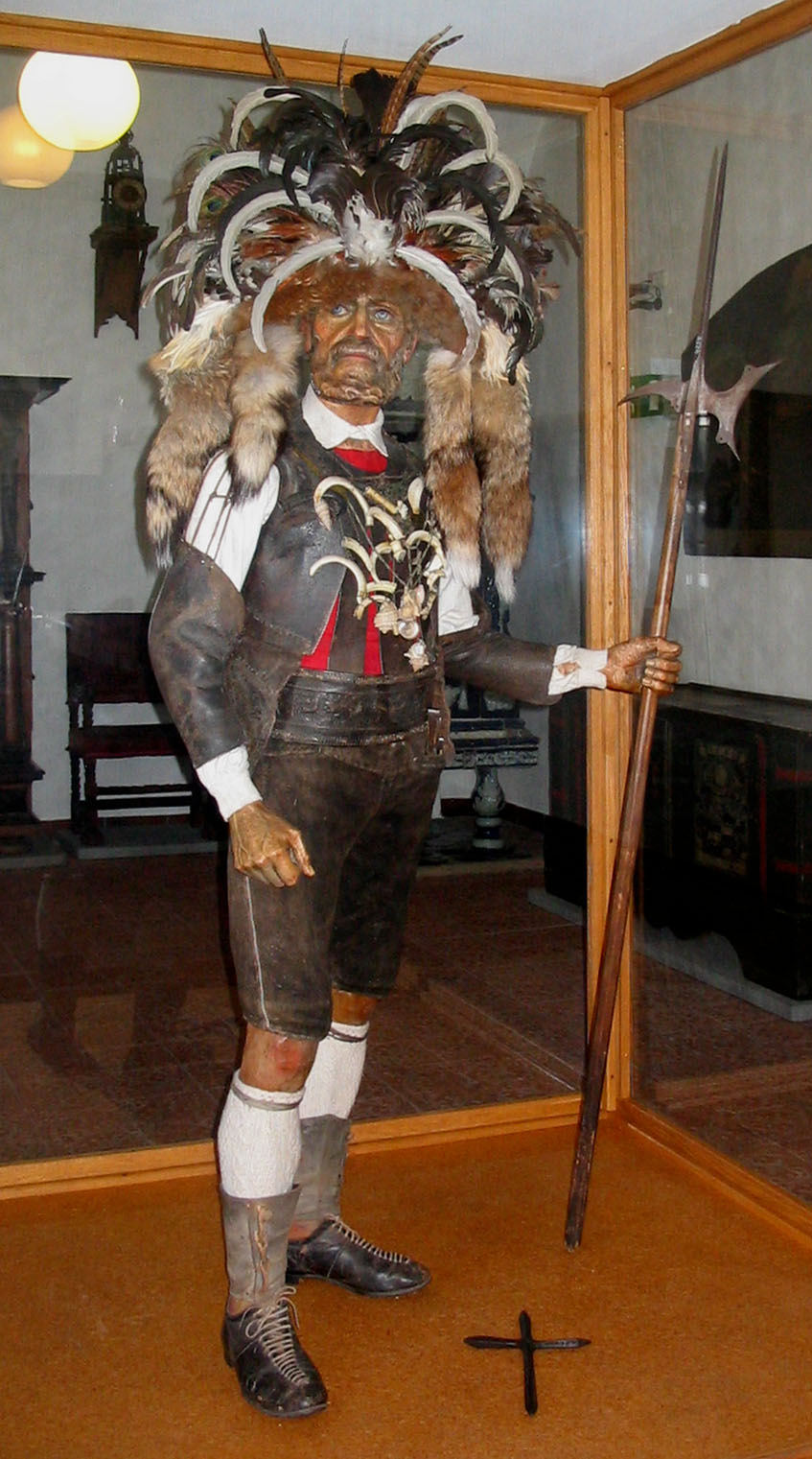
„Saltner“ (Weinberghüter) in Festtagstracht, 19. Jh.

Der Großteil der Sammlungen wurde bereits vor dem Ersten Weltkrieg angekauft. Sammlungsgebiet war die historische Grafschaft Tirol, zu der neben dem heutigen Bundesland Tirol auch Südtirol, das Trentino und die heute zur italienischen Provinz Belluno gehörenden ladinischen Täler um die Dolomiten gehörten. Dieses Gebiet wird auch heute noch bei Ankäufen berücksichtigt. In den 1930er Jahren wurden Objekte aus dem Tiroler Landesmuseum Ferdinandeum eingetauscht.
Die Gegenstände stammen aus bäuerlichen, vor allem aber aus bürgerlichen und adeligen Bevölkerungsschichten. Schwerpunkte sind Kunsthandwerk, Kunstgewerbe, Hausindustrie, Volksfrömmigkeit, Brauchtum (Masken und Trachten). Besonders bekannt ist das Museum für seine umfangreiche Sammlung von Weihnachts- und Osterkrippen sowie für seine Stuben, die zumeist aus adeligem Umfeld stammen.

### Umgestaltung 2009
Anhand eines neu erarbeiteten Konzepts wurde die Ausstellung umgestaltet und 2009 neu eröffnet. Besucher bekommen Informationen zu ausgewählten Objekten seither mittels Personal Digital Assistants. Luzifer, die schillernde Figur aus dem Nikolausspiel, führt seither durch die Ausstellung: Als hinterfragender Provokateur, der neue Sichtweisen eröffnet.
Ein Bereich im ersten Stock, über dem Kreuzgang, nennt sich Pralles Jahr und zeigt einen Zyklus kirchlicher Feste, Volksbräuche, Feiern und Arbeiten im Jahreslauf. Die Schau Prekäres Leben im zweiten Stock zeigt den Umgang früherer Gesellschaften mit Leid, Mühen und Ängsten des Lebens, die Bewältigung des Alltags durch Segen und Magie, Bitte und Dank. Eine besondere Studiensammlung befasst sich mit den Bereichen Hausindustrie, Arbeit, Hab und Gut und Erben. Unter dem Motto Sein und Schein spürt ein nach historischen Vorbildern rekonstruiertes Fotostudio der romantischen Verklärung der Volkstracht nach: 48 handgeschnitzte Figurinen vermitteln Einblick in die Idealisierung einer um 1900 im Alltag bereits abgelegten Kleidung.
Eine Multimediaschau befasst sich jetzt mit der an das Museum anstoßenden Hofkirche, und ein wieder geöffneter früherer Zugang vom Kloster zum Lettner der Kirche verbindet die beiden Gebäude inhaltlich.
Das Erdgeschoß widmet sich wie früher hauptsächlich den Krippen. Unverändert blieben auch die bis 1929 eingebauten getäfelten Stuben aus der Gotik, der Renaissance, dem Barock und dem Rokoko im ersten und zweiten Stock.